# Brevipalpus salviella
Brevipalpus salviella är en spindeldjursart som beskrevs av Pritchard och Baker 1952. Brevipalpus salviella ingår i släktet Brevipalpus och familjen Tenuipalpidae. Inga underarter finns listade.